# Jack Blades
Jack Martin Blades (Palm Desert, 24 aprile 1954) è un cantante, bassista e chitarrista statunitense, noto principalmente come bassista e cantante dei Night Ranger.
Durante la sua carriera ha scritto canzoni per Aerosmith, Cher, Ozzy Osbourne, Alice Cooper, Roger Daltrey e diversi altri artisti. Ha anche collaborato in prima persona alla produzione degli album dei Night Ranger e altri diversi artisti tra cui Great White, Ted Nugent e Samantha 7.

## Biografia
Jack Blades nacque a Palm Desert, in California, dove cominciò a suonare la chitarra all'età di otto anni dopo aver ricevuto in regalo dai genitori un ukulele di plastica. Iniziò la sua carriera di bassista nel gruppo jazz e funk rock Rubicon, insieme al chitarrista Brad Gillis (futuro compagno nei Night Ranger) e l'ex sassofonista degli Sly & the Family Stone Jerry Martini. La band pubblicò due album prima di sciogliersi e cambiare formazione, mutando direzioni musicali. Il nuovo nucleo diede vita ai Night Ranger, di cui Blades divenne bassista e voce principale.
I Night Ranger vendettero oltre dieci milioni di album durante gli anni ottanta. Nel 1989 Blades lasciò la band per formare il supergruppo Damn Yankees con Ted Nugent e il chitarrista degli Styx Tommy Shaw, con cui incide due album di altrettanto successo. Dopo lo scioglimento del gruppo, dà vita al progetto "Shaw/Blades" insieme a Tommy Shaw.
A partire dal 1996 si è stabilmente ricongiunto ai Night Ranger, continuando a incidere dischi e organizzare tour in giro per il mondo, senza tuttavia rinunciare a progetti paralleli come album solisti e collaborazioni di vario tipo. Nel 1998 è stato invitato da Ringo Starr a suonare il basso nella puntata a lui dedicata di VH1 Storytellers, insieme a Joe Walsh e Simon Kirke. Nel 2006 interpreta il ruolo di un proprietario di un club "80 Sunset Strip" in una rivisitazione del musical di Broadway Rock of Ages. Nel 2014 fonda un nuovo supergruppo chiamato Revolution Saints con il chitarrista Doug Aldrich e il batterista Deen Castronovo.
Negli ultimi lavori dei Night Ranger ha contribuito in qualità di coautore Colin Blades, figlio di Jack, anche lui musicista.

## Discografia

### Come Solista
- 2004 - Jack Blades
- 2012 - Rock n' Roll Ride

### Shaw/Blades
- 1995 - Hallucination
- 2007 - Influence

### Revolution Saints
- 2015 - Revolution Saints
- 2017 - Light in the Dark

### Partecipazioni
- 1989 - Mötley Crüe - Dr. Feelgood
- 1991 - 38 Special - Bone Against Steel
- 1994 - Alice Cooper - The Last Temptation
- 1998 - Tommy Shaw - 7 Deadly Zens
- 1999 - Great White - Can't Get There from Here
- 2004 - Tak Matsumoto Group - TMG I
- 2007 - Ted Nugent - Love Grenade

### Tribute album
- 1999 - Not the Same Old Song and Dance: Tribute to Aerosmith
- 2000 - Bat Head Soup: A Tribute to Ozzy
- 2001 - Stone Cold Queen: A Tribute
- 2006 - Flying High Again - The World's Greatest Tribute to Ozzy Osbourne